# Tokarev SVT-40
De Tokarev SVT-40 (Russisch: Самозарядная винтовка Токарева, образец 1940 года, Samozarjadnaja vintovka Tokareva, Zelfladend geweer type Tokarev) is een Russisch vuurwapen dat vooral in de Tweede Wereldoorlog werd gebruikt. Het is een gasdruklader; de capaciteit van het magazijn is 10 patronen kaliber 7,62 x 54R.
In het begin van de oorlog was het wapen niet erg populair bij de strijdkrachten. Nadat de Russische soldaten ermee hadden getraind, werd het een stuk populairder vanwege de kracht die het wapen bezat. Het bereik van de Tokarev SVT-40 ligt iets lager dan de Mosin-Nagant, de SVT-40 kan tot ongeveer 600 meter nauwkeurig schieten.
De Duitsers waren hiervan onder de indruk. Duitse ingenieurs zagen dat het op gas werkende herlaadsysteem, veel beter was dan het herlaadsysteem van hun Gewehr 41. Dus hebben ze het herlaadsysteem van de SVT-40 op de Gewehr 41 gezet en het Gewehr 43 was geboren. De Duitsers hadden nu ook een snel schietend, goed herlaadbaar en betrouwbaar wapen.